# Distretto di Ko Kut
Il distretto di Ko Kut (in thailandese: เกาะกูด) è un distretto (amphoe) della Thailandia, situato nella provincia di Trat. È composto esclusivamente da isole e prende il nome dalla più grande, Ko Kut. È il distretto meno popolato della Thailandia.

## Amministrazione
Il distretto è  suddiviso in due sottodistretti (tambon), che a loro volta si suddividono in otto villaggi (muban). I sottodistretti fanno riferimento alle due isole più grandi del distretto.
| Nº | Nome   | Thai     | Villaggi | Pop.  |
| -- | ------ | -------- | -------- | ----- |
| 1  | Ko Mak | เกาะหมาก | 2        | 570   |
| 2  | Ko Kut | เกาะกูด   | 6        | 1 894 |